# 特工 (遊戲)
《特工》是一部未发售的隐蔽动作游戏，由Rockstar North开发，Rockstar Games发行。游戏设置在1970年代的冷战设计。游戏于2007年6月首度曝光，2009年6月正式公开。游戏标题商标于2013年和2017年两度更新，2018年11月正式作废。

## 设定
《特工》设置在1970年代末期的冷战。据官方新闻稿，游戏会“让玩家进入反情报、间谍和政治暗杀的世界中”

## 开发
2007年7月，在年度E3电子娱乐展上，索尼互动娱乐宣布Rockstar Games正制作一部全新的作品。索尼互动娱乐北美分公司第三方关系总监迈克尔·索罗克（Michael Shorrock）在美国官方的PlayStation博客写道：“鉴于我们和Rockstar长期以来的合作关系，以及两家公司凭借文化标志《侠盗猎车手》取得的巨大成功，我们同意让Rockstar工作室在未来开发一部PlayStation独占的大作。”除了澄清游戏不是《黑色洛城》的公告，这部新作品没有其他的消息。索罗克表示：“Rockstar真心希望打造一部你只能在PS3上体验的游戏”，指出索尼将作品的知识产权限定为独占协议，是认为作品会“为其他同行树立标杆”。时任Rockstar Games母公司Take-Two Interactive总裁的本·费德（Ben Feder）指出，游戏会“为体裁创下定义”，“带来我们此前没有见过的全新体验模式”。
计划的详情及名称于2009年6月才公布，时间是在2009年E3电子娱乐展的索尼新闻发布会上。Rockstar Games创办人山姆·豪泽表示《特工》是公司一直想制作的，希望会给玩家带来独一无二的体验。费德宣称他自己相信游戏会拿到跟《侠盗猎车手》同等的成就，成为“Rockstar North又一部优秀的专营作品，开发过程会由Rockstar Games创办人山姆和丹·豪瑟亲自监督”。费德在接受GameSpot采访时，解释该游戏专为索尼平台开发，是考虑到索尼对独占游戏的支持不断增加，便没有考虑跨平台开发。
2009年9月7日，在公司博客的问答区，Rockstar Games表示《特工》最早会在2010年初面世，然而Take-Two Interactive到了2010年3月才出面澄清游戏尚在开发。2010年6月9日，Take-Two确认游戏仍计划在PS3独占发行。2011年5月24日，游戏公开将近两年后，Take-Two Interactive确认游戏开发仍在进行，尽管当时公众从未见过作品的真面目。然而，索尼互动娱乐北美分公司首席执行官杰克·特里顿在2011年E3大展上表示对游戏的PS3独占权抱有疑惑，认为这是Rockstar Games决定的事情。
2011年8月15日，曾参与《侠盗猎车手IV》和《特工》制作的Rockstar North场景美术利·多诺休（Leigh Donoghue）在他的个人在线简历上曝光了游戏的首批截图。截图展示了游戏的一位角色及室内场景。两张图片提到时间是2009年。2012年8月1日，Take-Two在2013年第一季度财报中表示尚未公布《特工》的任何消息。
2013年2月20日，PlayStation 4公布当天，人们期待游戏能转为PS4的独占作品。然而发布会没有提到游戏，尽管开发商Rockstar North签下了支持PS4的合约。在PS4发布会后的媒体圆桌会议上，《特工》被问到是否仍未PS3作品，索尼全球工作室总监吉田修平表示：“你问错人了。我有一些消息，但我的身份不适合谈论这件事”。
2013年7月，Take-Two更新《特工》商标。2015年12月，一批于2009年和2010年间创作的新截图，由Rockstar North美工达伦·查尔斯·哈顿（Darren Charles Hatton）在他的在线作品集上泄露。这位美工表示美术团队经手的《特工》项目取消，任务重新分配到《侠盗猎车手V》，表示“不确定作品会不会发布”。2016年12月5日，Take-Two再度更新游戏的商标。2017年8月27日，所谓的艺术概念图在网络公布，包括白雪皑皑的高山环境和人物的素描。2018年11月19日，美国专利及商标局宣布《特工》商标作废。